# Villebon
Villebon là một xã thuộc tỉnh Eure-et-Loir trong vùng Eure-et-Loir bắc trung bộ nước Pháp. Xã có diện tích 2,16 km2, dân số năm 2005 là 80 người. Cư dân địa phương danh xưng tiếng Pháp là Villebonnais.

## Dân số

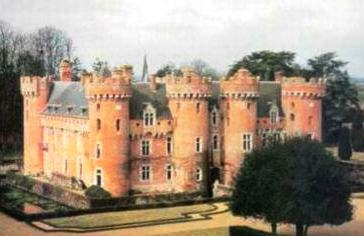
Lâuđài Villebon

| 1793 | 1800 | 1806 | 1821 | 1831 | 1836 | 1841 | 1846 | 1851 |
| ---- | ---- | ---- | ---- | ---- | ---- | ---- | ---- | ---- |
| 152  | 129  | 147  | 183  | 157  | 168  | 167  | 141  | 150  |

| 1856 | 1861 | 1866 | 1872 | 1876 | 1881 | 1886 | 1891 | 1896 |
| ---- | ---- | ---- | ---- | ---- | ---- | ---- | ---- | ---- |
| 146  | 144  | 133  | 126  | 145  | 124  | 121  | 137  | 107  |

| 1901 | 1906 | 1911 | 1921 | 1926 | 1931 | 1936 | 1946 | 1954 |
| ---- | ---- | ---- | ---- | ---- | ---- | ---- | ---- | ---- |
| 117  | 80   | 94   | 68   | 85   | 68   | 76   | 57   | 56   |

| 1962                                         | 1968 | 1975 | 1982 | 1990 | 1999 | 2005 | - | - |
| -------------------------------------------- | ---- | ---- | ---- | ---- | ---- | ---- | - | - |
| 52                                           | 47   | 65   | 45   | 45   | 72   | 80   | - | - |
| Số liệu kể từ 1962 : dân số không tính trùng |      |      |      |      |      |      |   |   |

## Người địa phương nổi bật
- Maximilien I de Béthune, Công tước Sully